# Siegfried Storbeck
Siegfried Storbeck (* 25. November 1932 in Berlin) ist ein deutscher Generalleutnant außer Dienst des Heeres der Bundeswehr.

## Leben
Storbeck schloss die Schulausbildung mit der Mittleren Reife ab und ließ sich ab 1950 im Bergbau ausbilden.
1956 trat er in die Bundeswehr ein. Von 1964 bis 1966 absolvierte er den 7. Generalstabslehrgang Heer an der Führungsakademie der Bundeswehr in Hamburg, wo er zum Offizier im Generalstabsdienst ausgebildet wurde. Danach war er stellvertretender Heeresattaché an der Deutschen Botschaft London. Weiterhin war er im Stab der 6. Panzergrenadierdivision in Neumünster, als Kommandeur des Panzerbataillons 183 und als Referent im Führungsstab des Heeres in Bonn tätig. Als Oberst und von einer Adjutantenstelle kommend wurde er Heeresattaché an der Deutschen Botschaft Washington, D.C. Von 1978 bis 1980 war er Kommandeur der Panzerbrigade 36 in Bad Mergentheim.
Ab 1980 war Storbeck im Bundesministerium der Verteidigung, als General der Kampftruppen im Heeresamt in Köln und von 1984 bis 1986 als Kommandeur der 12. Panzerdivision in Veitshöchheim tätig. 1986/87 war er kurzzeitig Chef des Stabes im Führungsstab der Streitkräfte in Bonn. Von 1987 bis 1991 war er Stellvertreter des Generalinspekteurs der Bundeswehr Admiral Dieter Wellershoff.
1993/94 war Storbeck Leiter des Regionalkreises Nord der Clausewitz-Gesellschaft.
Storbeck ist verheiratet und Vater von drei Kindern.

## Auszeichnungen
- 1984: Bundesverdienstkreuz am Bande
- 1989: Bundesverdienstkreuz 1. Klasse
- 1992: Großes Bundesverdienstkreuz
- 1994: Goldene Ehrennadel der Clausewitz-Gesellschaft